# Такагурт
Такагу́рт (рос. Такагурт) — присілок в Дебьоському районі Удмуртії, Росія.

## Населення
Населення — 298 осіб (2010; 309 в 2002).
Національний склад станом на 2002 рік:
- удмурти — 88 %

## Урбаноніми[3]
- вулиці — Нагірна, Польова, Праці, Травнева, Шкільна
- провулки — Праці